# Indagator
Indagator  es un género monotípico de plantas con flores con una especie perteneciente a la familia Malvaceae. Su única especie:  Indagator fordii es originaria de Australia.

## Taxonomía
Indagator fordii fue descrita por David A. Halford y publicado en Austrobaileya 6(2): 337. 2002.